# Dejvická metróállomás

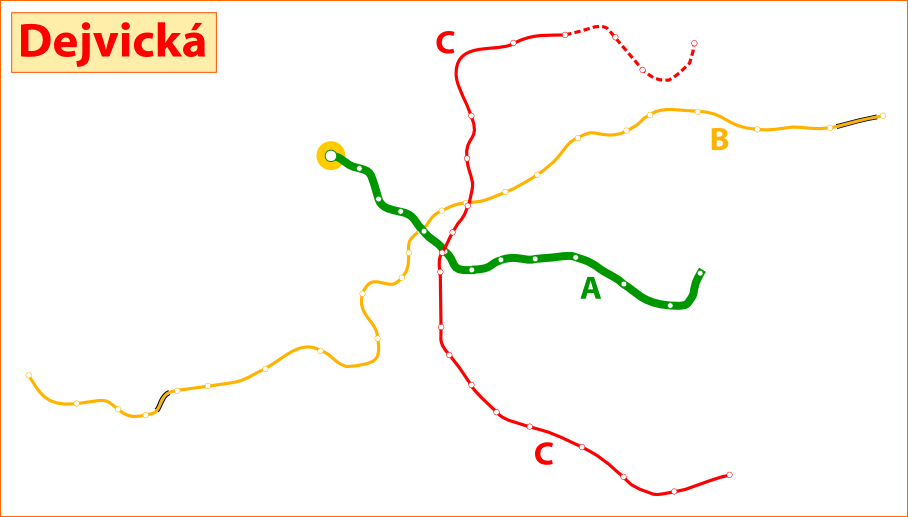
Az állomás elhelyezkedése

Dejvická metróállomás Prágában, a prágai (zöld) A metró vonalán. Korábbi neve: Leninova.

## Szomszédos állomások
A metróállomáshoz az alábbi állomások vannak a legközelebb:
- Bořislavka (Nemocnice Motol felé)
- Hradčanská (Depo Hostivař felé)

## Átszállási kapcsolatok
| A (Nemocnice Motol ↔ Depo Hostivař) |                                                                                    |                         |
| Állomás                             | Átszállási kapcsolatok                                                             | Fontosabb létesítmények |
| Dejvická                            | 107, 116, 143, 147, 149, 160, 180, 340, 350, 355, 902, 915, 954 18, 20, 26, 36, 91 |                         |